# Ayo Edebiri
Ayo Edebiri est une actrice, humoriste, scénariste et réalisatrice américaine, née le 3 octobre 1995 à Boston dans le Massachusetts aux États-Unis.
Edebiri commence sa carrière dans le stand-up, tout en apparaissant en parallèle dans des web-séries et programmes humoristique de la chaîne Comedy Central. Elle se fait remarquer grâce à sa performance dans la série télévisée The Bear (2022-) pour laquelle elle reçoit le Golden Globes, le SAG Award et le Primetime Emmy Award de la meilleure actrice dans un second rôle dans une série télévisée comique.
Elle est également connue pour être la seconde voix de Missy dans la série d'animation Big Mouth (2020-) ainsi que pour ses rôles dans les films Bottoms (2023) et Ninja Turtles: Teenage Years (2023). Elle aussi tenue le rôle récurrent d'Hattie dans la série télévisée Dickinson (2021), sur laquelle elle a également travaillée en tant que scénariste.

## Biographie

### Jeunesse
Ayo Edebiri est née à Boston dans l'état du Massachusetts en 1995. Elle grandit dans une famille pratiquant le pentecôtisme avec une mère originaire de la Barbade et un père du Nigeria. Elle commence à s'intéresser à la comédie lors d'un cours d'arts dramatique à la Boston Latin School et où elle rejoint le club d'improvisation théâtrale.
Elle étudie ensuite à l'université de New York, où elle voulait initialement étudier l'enseignement avant de se diriger vers l'écriture dramatique. Elle y rencontre ses futurs collaboratrices, Rachel Sennott et Emma Seligman. Durant ses premières années d'études, Edebiri rejoint la troupe comique Upright Citizens Brigade.

### Débuts (2014-2021)
En 2014, Edebiri apparait dans un épisode de la web-série Defectives. Elle lance ensuite sa carrière dans stand-up. En 2020, elle développe des web-séries pour la chaîne Comedy Central avec son amie Rachel Sennott, notamment Ayo and Rachel Are Single. Elle lance ensuite un podcast intitulé Iconography qu'elle co-présente avec Olivia Craighead.
Elle entame une carrière de scénariste pour la télévision, en commençant par écrire des monologues pour le talk-show The Rundown with Robin Thede ainsi qu'un épisode de la série télévisée Sunnyside de NBC. En 2020, elle signe pour remplacer Jenny Slate dans le rôle de Missy dans la série d'animation Big Mouth. Elle rejoint également l'équipe de scénariste de la série.
L'année suivante, elle décroche un rôle récurrent dans la série télévisée Dickinson pour laquelle elle écrit également quelques épisodes.

### Révélation (depuis 2022)
En 2022, elle incarne Stella dans le film romantique Hello, adieu, et nous au milieu du service Netflix. La même année, elle rejoint la distribution principale de la série télévisée The Bear, où elle incarne Sydney Adamu. La série reçoit un accueil extrêmement positif de la part de la presse. Pour la première saison, elle obtient plusieurs nominations pour sa performance, notamment pour le Primetime Emmy Award de la meilleure actrice dans un second rôle dans une série télévisée comique.
Au même moment, elle devient scénariste pour la série télévisée What We Do in the Shadows pour laquelle elle est nommée pour le meilleur scénario pour un épisode de comédie lors des Writers Guild of America Awards de 2023.
En 2023, Edebiri apparaît dans plusieurs projets. Elle joue dans l'épisode Joan est horrible de Black Mirror et prête sa voix à Glory Grant dans Spider-Man : Across the Spider-Verse puis à April O'Neil dans Ninja Turtles: Teenage Years. Elle apparait également dans un rôle secondaire dans la comédie Theater Camp, avant d'être à l'affiche de Bottoms d'Emma Seligman où elle retrouve Rachel Sennott.

## Vie privée
Ayo Edebiri s'identifie comme queer.

## Filmographie

### En tant qu'actrice

#### Cinéma
- 2020 : Shithouse de Cooper Raiff : Emily
- 2020 : Cicada (en) de Matthew Fifer et Kieran Mulcare : Nikki
- 2021 : How It Ends (en) de Daryl Wein (en) et Zoe Lister-Jones : Stand Up
- 2021 : As of Yet (en) de Taylor Garron et Chanel James : Khadijah
- 2022 : Hello, adieu, et nous au milieu (Hello, Goodbye, and Everything In Between) de Michael Lewen : Stella
- 2023 : Répétition Générale (en) (Theater Camp) de Molly Gordon et Nick Lieberman : Janet
- 2023 : Bottoms d'Emma Seligman : Josie
- 2023 : The Sweet East de Sean Price Williams : Molly
- 2023 : Spider-Man: Across the Spider-Verse de Joaquim Dos Santos, Kemp Powers et Justin K. Thompson : Glory Grant (voix)
- 2023 : Ninja Turtles: Teenage Years (Teenage Mutant Ninja Turtles: Mutant Mayhem) de Jeff Rowe : April O'Neil (voix)
- 2024 : Omni Loop (en) de Bernardo Britto : Paula
- 2024 : Vice-versa 2 (Inside Out 2) de Kelsey Mann : Envie (voix)
- 2025 : Opus de Mark Anthony Green : Ariel Ecton

Prochainement
- 2025 : Ella McCay de James L. Brooks
- After the Hunt de Luca Guadagnino : Maggie Price

#### Télévision
- 2014 : Defectives (web-série) : Stacey (saison 1, épisode 4)
- 2020 –2023 : Bigtop Burger (web-série) : Frances (voix - rôle récurrent)
- 2020 : Ayo and Rachel Are Single (web-série) : Ayo
- 2020–2025 : Big Mouth : Missy Foreman-Greenwald (voix)
- 2021 : Dickinson : Hattie (saison 2, rôle récurrent)
- 2021 : The Premise : Eve Stone (saison 1, épisode 1)
- depuis 2022 : The Bear : Sydney Adamu
- 2023 : Abbott Elementary : Ayesha Teagues (saison 2, épisodes 14 et 18)
- 2023 : La Folle Histoire du monde 2 (History of the World, Part II) : la femme de Japheth (épisode 3)
- 2023 : Kiff : la professeure Totsy (voix - saison 1, épisode 6)
- 2023 : I Think You Should Leave with Tim Robinson : la présentatrice (saison 3, épisode 2)
- 2023 : Black Mirror : Sandy (saison 6, épisode 1)
- 2023-2024 : Clone High : Harriet Tubman (voix - saison 2, rôle récurrent)
- depuis 2023 : Mulligan : la générale Scarpaccio / Jayson Moody (voix - rôle récurrent)
- depuis 2024 : Tales of the Teenage Mutant Ninja Turtles : Légendes des Tortues Ninja (Tales of the Teenage Mutant Ninja Turtles) : April O'Neil (voix)

### En tant que scénariste

#### Télévision
- 2019 : Sunnyside (saison 1, épisode 8)
- 2020 : Ayo and Rachel Are Single (web-série)
- 2020-2022 : Big Mouth (scénariste consultante, saisons 4-6)
- 2021 : Dickinson (11 épisodes)
- 2022 : What We Do in the Shadows (scénariste consultante, saison 4 / scénariste, saison 4, épisode 5)
- 2022: Craig de la crique (Craig of the Creek) (saison 4, épisode 14)
- 2023 : The Eric Andre Show (scénariste consultante, saison 6)
- 2023 : Mulligan (saison 1, épisode 7)

### En tant que réalisatrice

#### Télévision
- 2024 : The Bear (saison 3, épisode 6)

## Distinction
- Golden Globes 2024 : Meilleure actrice dans une série télévisée musicale ou comique pour The Bear